# Skyworth

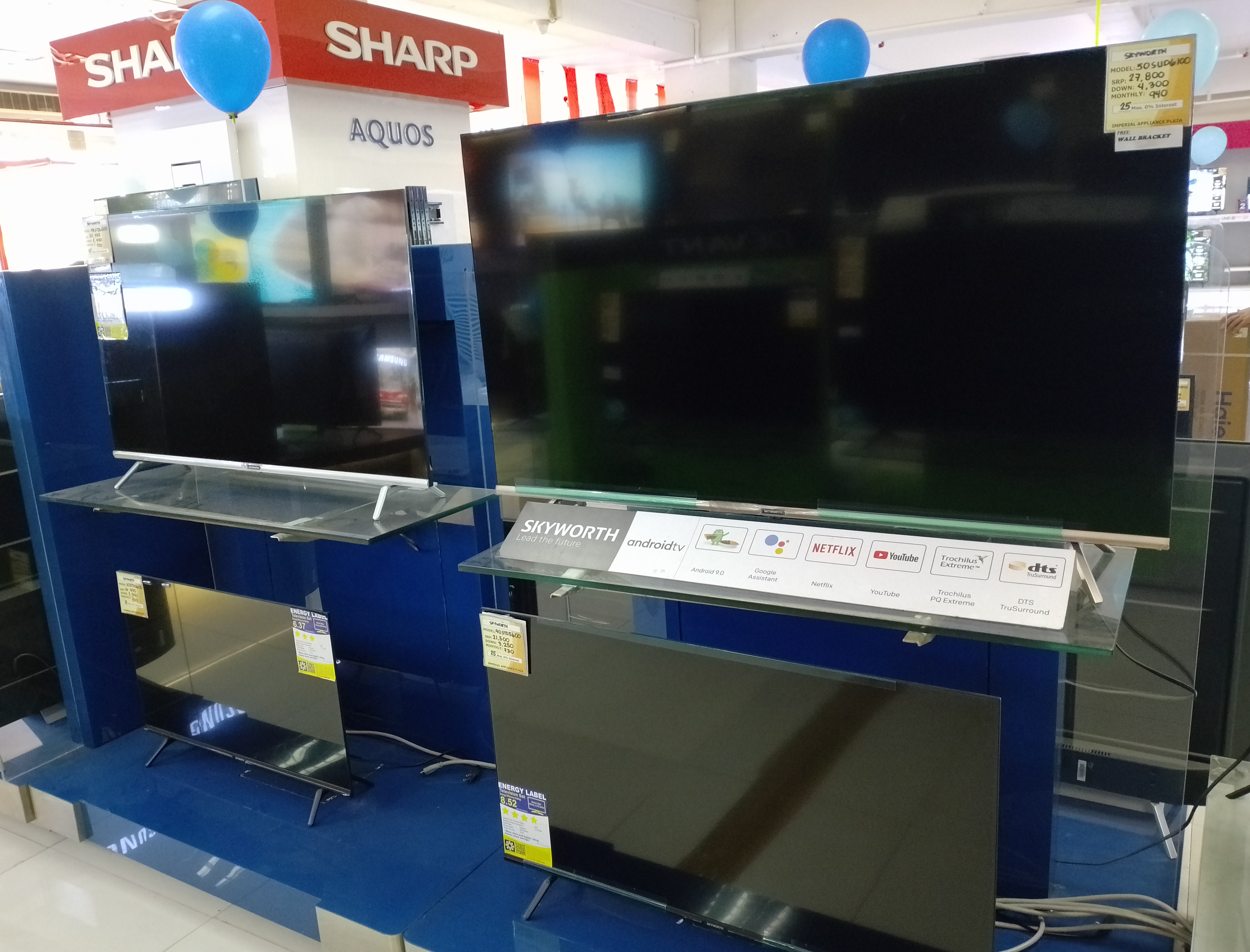
Telewizory Skyworth

Skyworth Group Co., Ltd. (chiń. 创维集团有限公司) – chińskie przedsiębiorstwo technologiczne. Zostało założone w 1988 roku, a swoją siedzibę ma w Shenzhen (prowincja Guangdong).
Oferta przedsiębiorstwa obejmuje sprzęt RTV i AGD (m.in. telewizory, dekodery, lodówki, pralki, klimatyzatory, sprzęt kuchenny), laptopy i telefony komórkowe, a także urządzenia sieciowe, rozwiązania XR, moduły wyświetlaczy oraz systemy IoT. Grupa rozwija działalność w obszarze nowej energii (fotowoltaika, zarządzanie energią, magazynowanie energii) oraz nowoczesnych usług (logistyka, usługi finansowe, inwestycje VC, budowa i zarządzanie parkami przemysłowymi).
Skyworth jest jednym z największych w skali globalnej producentów telewizorów. Przedsiębiorstwo tworzy przede wszystkim telewizory w segmencie budżetowym. Do Skyworth należy marka i platforma Coocaa. Niektóre produkty Skyworth są sprzedawane pod innymi markami (OEM).